# Videfränskivling
Videfränskivling (Hebeloma pusillum) är en svampart som beskrevs av J.E. Lange 1940. Enligt Catalogue of Life ingår Videfränskivling i släktet fränskivlingar,  och familjen Strophariaceae, men enligt Dyntaxa är tillhörigheten istället släktet fränskivlingar,  och familjen buktryfflar. Arten är reproducerande i Sverige. Inga underarter finns listade i Catalogue of Life.